# Michala Petri
Michala Petri (Copenaghen, 7 luglio 1958) è una flautista danese.
È tra i più celebri esecutori attuali di partiture per flauto dolce.
Ha iniziato a suonare il flauto all'età di tre anni. Come solista ha esordito nel 1969, a soli undici anni, facendosi ben presto notare per il virtuosismo e la versatilità che l'hanno portata a cimentarsi in repertori musicali eterogenei.
Nel corso degli anni ha inciso quasi tutto il repertorio di partiture per flauto a becco, la cui fortuna è peraltro ristretta ai secoli XVII e XVIII. Memorabili in particolare sono le registrazioni da Antonio Vivaldi. Ha inciso 38 CD.
Nel giugno 2007 è stata in tournée con il maestro Claudio Abbado. Per lei hanno scritto numerosi compositori.